# Карлос Бака
Ка́рлос Арту́ро Ба́ка Аума́да (на испански: Carlos Arturo Bacca Ahumada) е колумбийски футболист на Атлетико Хуниор. Играе на поста нападател.

## Състезателна кариера
От 2006 г. до 2011 г. Бака е състезател на колумбийския Атлетико Хуниор, където в началото не получава големи шансове за игра. Произхожда от бедно семейство и паралелно с футбола работи като контрольор в автобус.
Подемът в кариерата му започва през 2009, когато става голмайстор на турнира за Купата на Колумбия.
Следват силни сезони за Бака, който не престава да бележи голове. От младия колумбиец започват да се интересуват редица европейски клубове.

### Клуб Брюж
През 2012 г. белгийският Клуб Брюж вади 1,5 млн. евро за футболиста и той заиграва в Европа, като подписва тригодишен договор. През сезон 2012/13 става голмайстор на белгийското първенство, както и „Футболист на годината“.

### Севиля
На 9 юли 2013 г. подписва петгодишен договор със Севиля срещу сумата от 7 млн. евро, като в контракта е заложена клауза за преминаване в друг отбор срещу сумата от 30 милиона евро.
На 26 март 2014 г. отбелязва два гола за победата с 2-1 срещу Реал Мадрид.
На 10 април 2014 г. отбелязва третия гол в 1/4 финала от турнира за Лига Европа срещу Порто за победата с 4-1. Бележи и в полуфинала срещу Валенсия , както и една от дузпите на финала срещу Бенфика Лисабон.
Още в първия си сезон с екипа на Севиля вкарва 25 гола в 60 мача и на 30 септември 2014 г. от клуба му предлагат нов договор с по-добри условия до 2018 г.
В новото издание от турнира за Лига Европа отбелязва седем попадения, две от които на финала срещу Днипро Днипропетровск.

### Национален отбор
Участва на Мондиал 2014. На четвъртфинала в мач срещу Бразилия е отсъдена дузпа за нарушение срещу него, но Колумбия губи с 1-2.

## Успехи
Атлетико Хуниор
- Шампион на Колумбия (2): Апертура 2010, Финалисасион 2011

 Севиля
- Лига Европа (2): 2013/14, 2014/15

Индивидуални:
- Голмайстор на Колумбия (2): Апертура 2010, Финалисасион 2011
- Голмайстор на Белгия (1): 2012/13
- Футболист на годината в Белгия (1): 2012/13